# Torre del Bierzo (kommunhuvudort)
Torre del Bierzo är en kommunhuvudort i Spanien.   Den ligger i provinsen Provincia de León och regionen Kastilien och Leon, i den nordvästra delen av landet, 300 km nordväst om huvudstaden Madrid. Torre del Bierzo ligger 700 meter över havet och antalet invånare är 2 613.
Terrängen runt Torre del Bierzo är huvudsakligen kuperad. Torre del Bierzo ligger nere i en dal. Runt Torre del Bierzo är det ganska glesbefolkat, med 21 invånare per kvadratkilometer. Närmaste större samhälle är Ponferrada, 19,9 km väster om Torre del Bierzo. I omgivningarna runt Torre del Bierzo växer i huvudsak blandskog.